# Boussy
Ne doit pas être confondu avec Boussy-Saint-Antoine.
Boussy est une commune française située dans le département de la Haute-Savoie, en région Auvergne-Rhône-Alpes.
Elle fait partie du pays de l'Albanais et du canton de Rumilly.

## Géographie
Boussy se trouve sur la rive droite du Chéran sur les contreforts de l'Albanais.
Boussy regroupe plusieurs lieux-dits, dont Vers Nanche, les Bioles, Marlioz, Lamérique, Mieudry, « Lachenaz » ou encore Vers les Bois.

## Urbanisme

### Typologie
Au 1er janvier 2024, Boussy est catégorisée commune rurale à habitat dispersé, selon la nouvelle grille communale de densité à sept niveaux définie par l'Insee en 2022.
Elle est située hors unité urbaine. Par ailleurs la commune fait partie de l'aire d'attraction d'Annecy, dont elle est une commune de la couronne,. Cette aire, qui regroupe 79 communes, est catégorisée dans les aires de 200 000 à moins de 700 000 habitants,.

### Occupation des sols
L'occupation des sols de la commune, telle qu'elle ressort de la base de données européenne d’occupation biophysique des sols Corine Land Cover (CLC), est marquée par l'importance des territoires agricoles (87,8 % en 2018), en diminution par rapport à 1990 (91,7 %). La répartition détaillée en 2018 est la suivante : 
zones agricoles hétérogènes (71,7 %), prairies (14,1 %), forêts (10 %), espaces verts artificialisés, non agricoles (2,3 %), terres arables (2 %).
L'IGN met par ailleurs à disposition un outil en ligne permettant de comparer l’évolution dans le temps de l’occupation des sols de la commune (ou de territoires à des échelles différentes). Plusieurs époques sont accessibles sous forme de cartes ou photos aériennes : la carte de Cassini (XVIIIe siècle), la carte d'état-major (1820-1866) et la période actuelle (1950 à aujourd'hui).

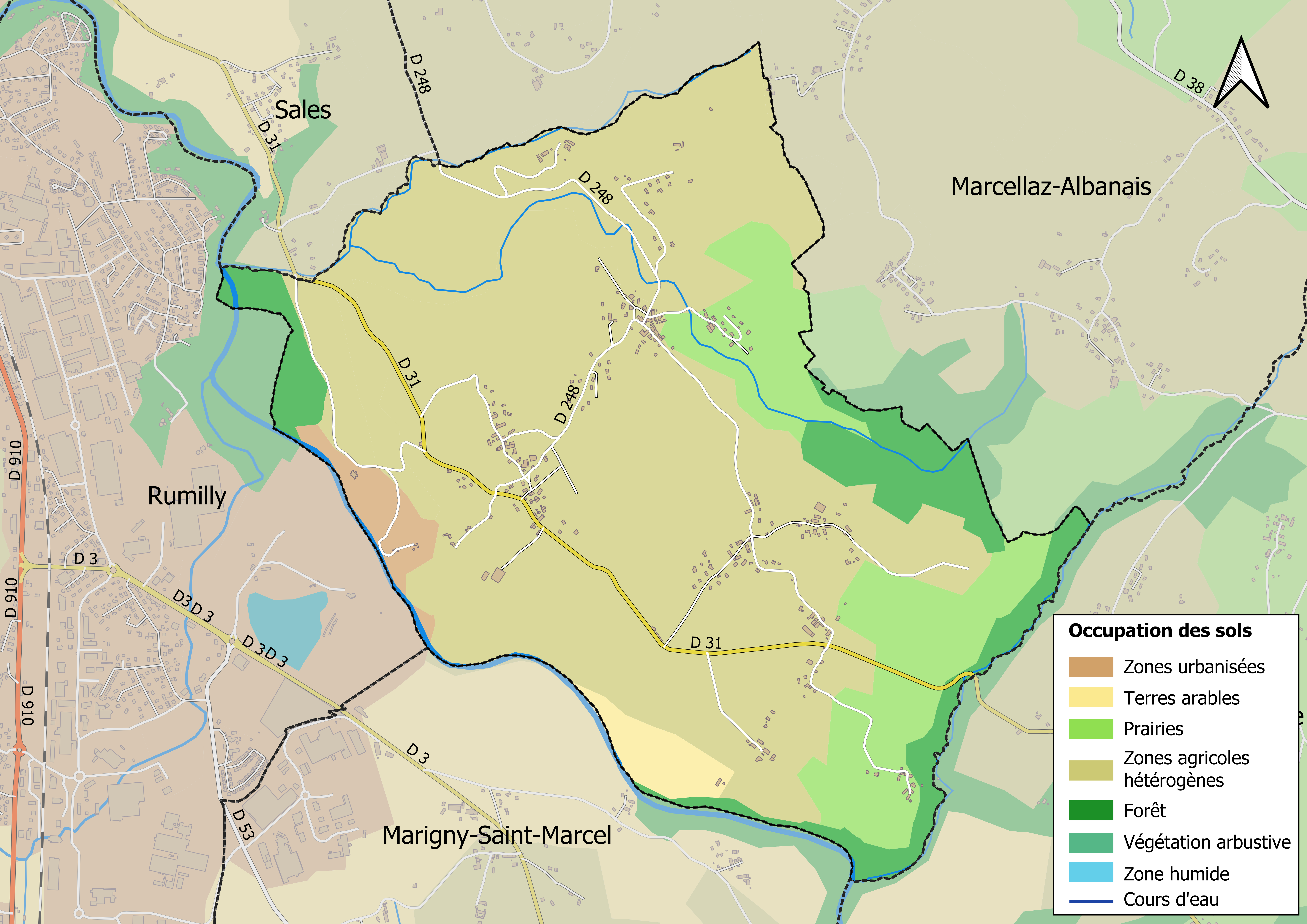
Carte des infrastructures et de l'occupation des sols en 2018 (CLC) de la commune.
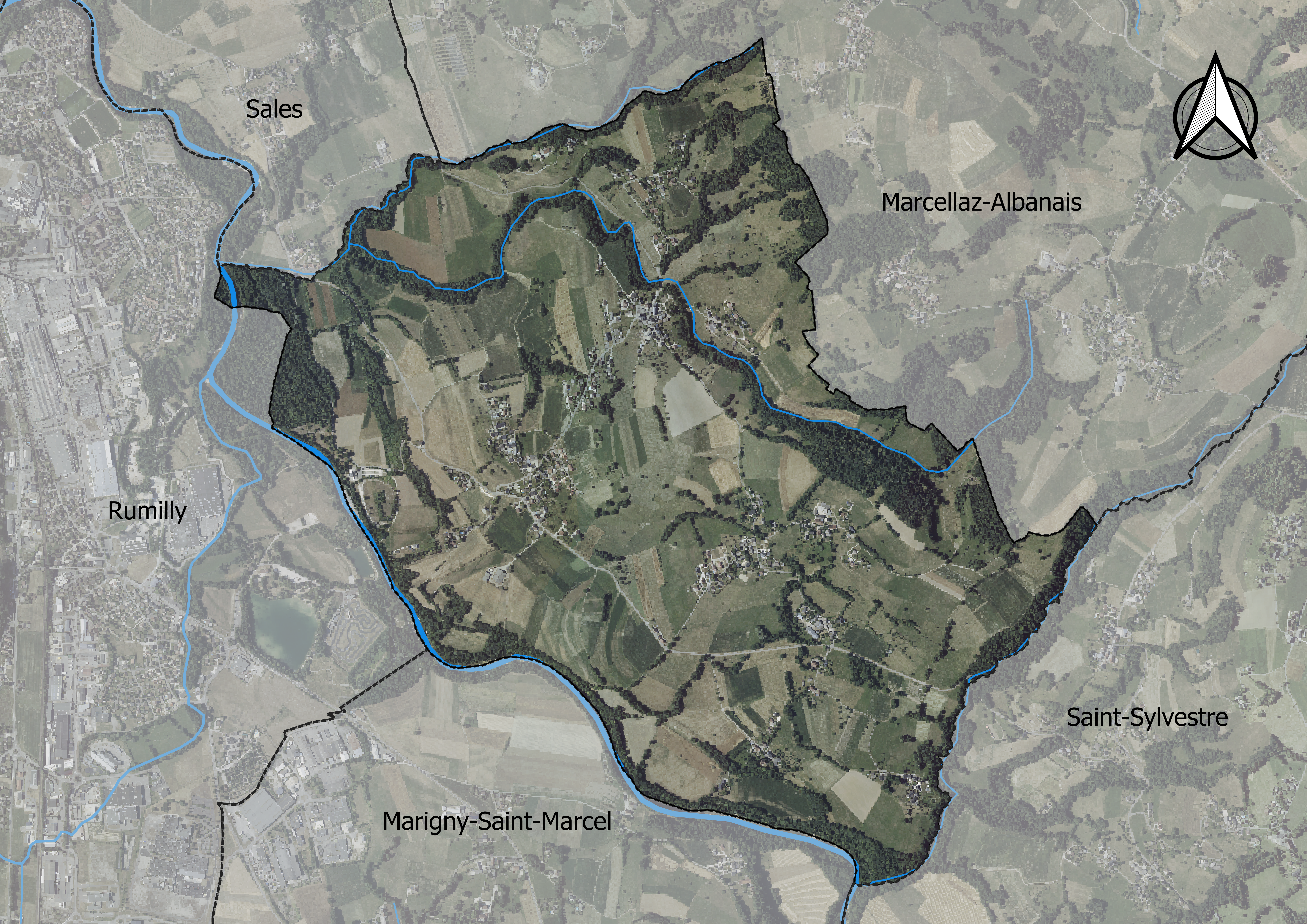
Carte orthophotogrammétrique de la commune.

## Toponymie
Le nom est mentionné anciennement sous la forme Cura de Boucie au XIVe siècle.
Le nom de Boussy vient d'un nom de personnage latin Buccius ou Buttius suivi du suffixe -acum, indiquant le « domaine de Buccius ou de Buttius »,.
La commune se dit, en francoprovençal, Beufi (graphie de Conflans) ou Bœci (ORB).

## Histoire
Peu de renseignements sont disponibles sur Boussy.
Le territoire de la commune était à l'époque romaine divisé en plusieurs grands domaines agricoles, les « villa ». L'une d'elles appartenait au romain Bottius.
À l’époque féodale, Boussy était placé sous la souveraineté du comte de Genève, dont les possessions étaient séparées de celles des comtes de Savoie par le Chéran tout proche. En 1414, le village comptait 54 feux ou foyers. Aux XVe et XVIe siècles, il abritait une maladrerie.
À partir de 1738, sous le règne de Charles-Emmanuel III, la nouvelle organisation de la commune est réalisée.

## Politique et administration
| Période                                  | Période                     | Identité       | Étiquette | Qualité |
| ---------------------------------------- | --------------------------- | -------------- | --------- | ------- |
| Les données manquantes sont à compléter. |                             |                |           |         |
| mars 2001                                | En cours (au 30 avril 2014) | Sylvia Roupioz | DVD       |         |

Elle fait partie de la communauté de communes Rumilly Terre de Savoie.

## Population et société

### Démographie
L'évolution du nombre d'habitants est connue à travers les recensements de la population effectués dans la commune depuis 1793. Pour les communes de moins de 10 000 habitants, une enquête de recensement portant sur toute la population est réalisée tous les cinq ans, les populations de référence des années intermédiaires étant quant à elles estimées par interpolation ou extrapolation. Pour la commune, le premier recensement exhaustif entrant dans le cadre du nouveau dispositif a été réalisé en 2008.

En 2022, la commune comptait 511 habitants, en évolution de +1,79 % par rapport à 2016 (Haute-Savoie : +6,01 %, France hors Mayotte : +2,11 %).
| 1793 | 1800 | 1806 | 1822 | 1838 | 1848 | 1858 | 1861 | 1866 |
| ---- | ---- | ---- | ---- | ---- | ---- | ---- | ---- | ---- |
| 336  | 347  | 318  | 423  | 484  | 462  | 459  | 466  | 458  |

| 1872 | 1876 | 1881 | 1886 | 1891 | 1896 | 1901 | 1906 | 1911 |
| ---- | ---- | ---- | ---- | ---- | ---- | ---- | ---- | ---- |
| 458  | 480  | 462  | 447  | 459  | 434  | 417  | 413  | 394  |

| 1921 | 1926 | 1931 | 1936 | 1946 | 1954 | 1962 | 1968 | 1975 |
| ---- | ---- | ---- | ---- | ---- | ---- | ---- | ---- | ---- |
| 342  | 328  | 321  | 304  | 261  | 269  | 261  | 258  | 251  |

| 1982 | 1990 | 1999 | 2006 | 2008 | 2013 | 2018 | 2022 | - |
| ---- | ---- | ---- | ---- | ---- | ---- | ---- | ---- | - |
| 261  | 308  | 344  | 422  | 444  | 502  | 508  | 511  | - |

### Manifestations culturelles et festivités
Chaque année, en automne, les Boussignols préparent et accueillent la fête de la Pomme. Cette fête est connue dans tout l'Albanais pour son boudin, son cidre et ses pommes. Chaque année, des pommes de type croison sont placées sur des étaux et vendues aux visiteurs, de plus une grande randonnée est organisée.

## Économie
À Boussy, le secteur primaire constitue la principale source d'activé, avec trois domaines prédominants : la culture fruitière et maraîchère, l'élevage de bovins et l'activité laitière (notamment par la présence d'une coopérative laitière).
L'activité principale de la commune est l'agriculture, avec pas moins de cinq exploitations encore en activité.

## Culture locale et patrimoine

### Lieux et monuments

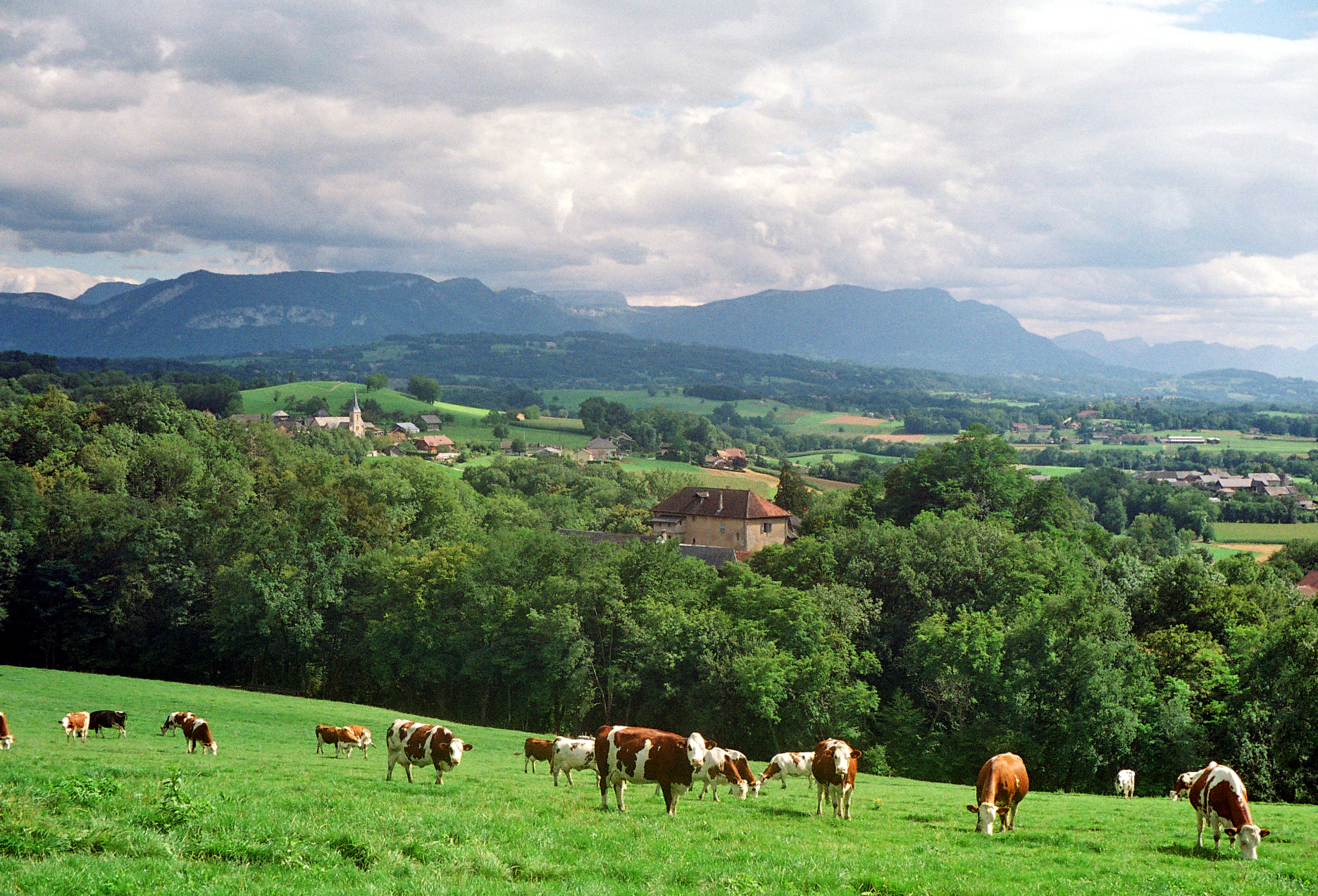
Vue générale : le chef-lieu, Mieudry et Marlioz.

- Château de Mieudry[13], du XIIIe siècle. Dominant Rumilly, ce château médiéval appartenait à la famille Portier de Belair vers le XIIIe siècle. En 1613, ce château militaire devient résidentiel. Aujourd'hui, il ne reste qu'un corps de bâtiment rectangulaire avec deux pavillons qui étaient en fait deux tours carrés, une chapelle de 1860, des caves voûtées, des meurtrières, une fenêtre à banc de pierre. Le château possession des nobles Portier de Mieudry, de Bel-Air, de Betex, de Barrauz[14].
- Maison forte de Lupigny, siège de la seigneurie de la famille de Lupigny ; ils étaient en possession du village de Chaunu sur la commune de Marcellaz-Albanais.
- Maison forte de Marlioz.
- Moulin de Nanche.
- Moulin de Mieudry.
- Église Saint-Maurice construite dans un style néogothique selon les plans de l'architecte Eugène Dénarié, en 1882[15].
- Rive droite du Chéran.

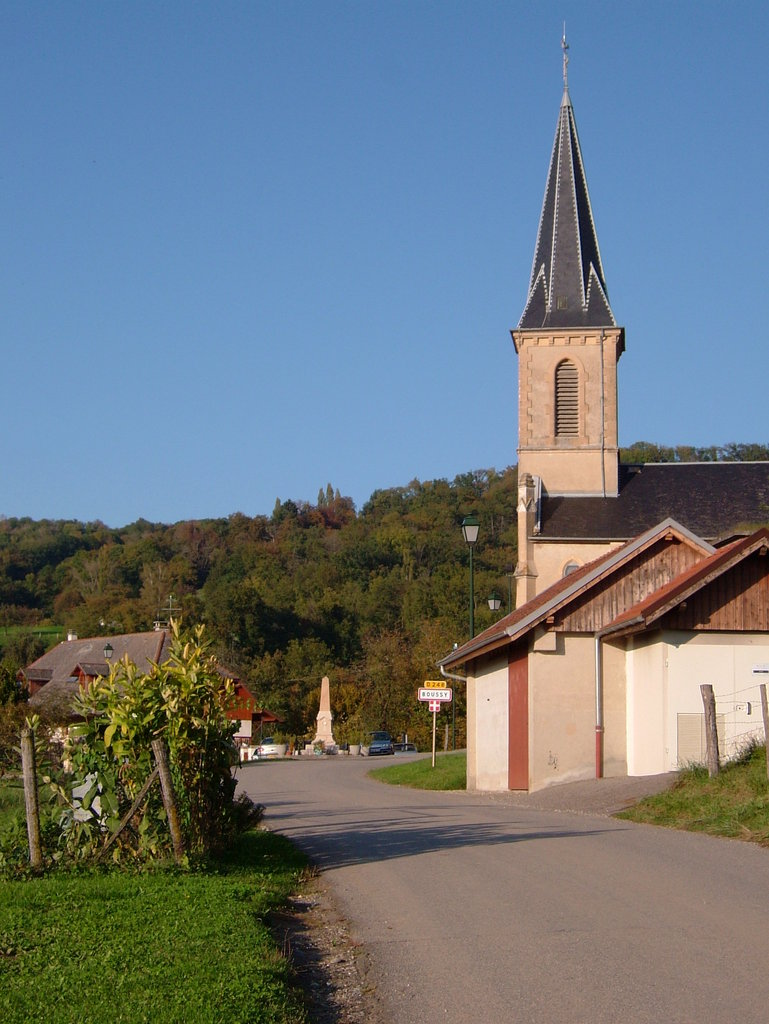
Chef-lieu et église de Boussy.
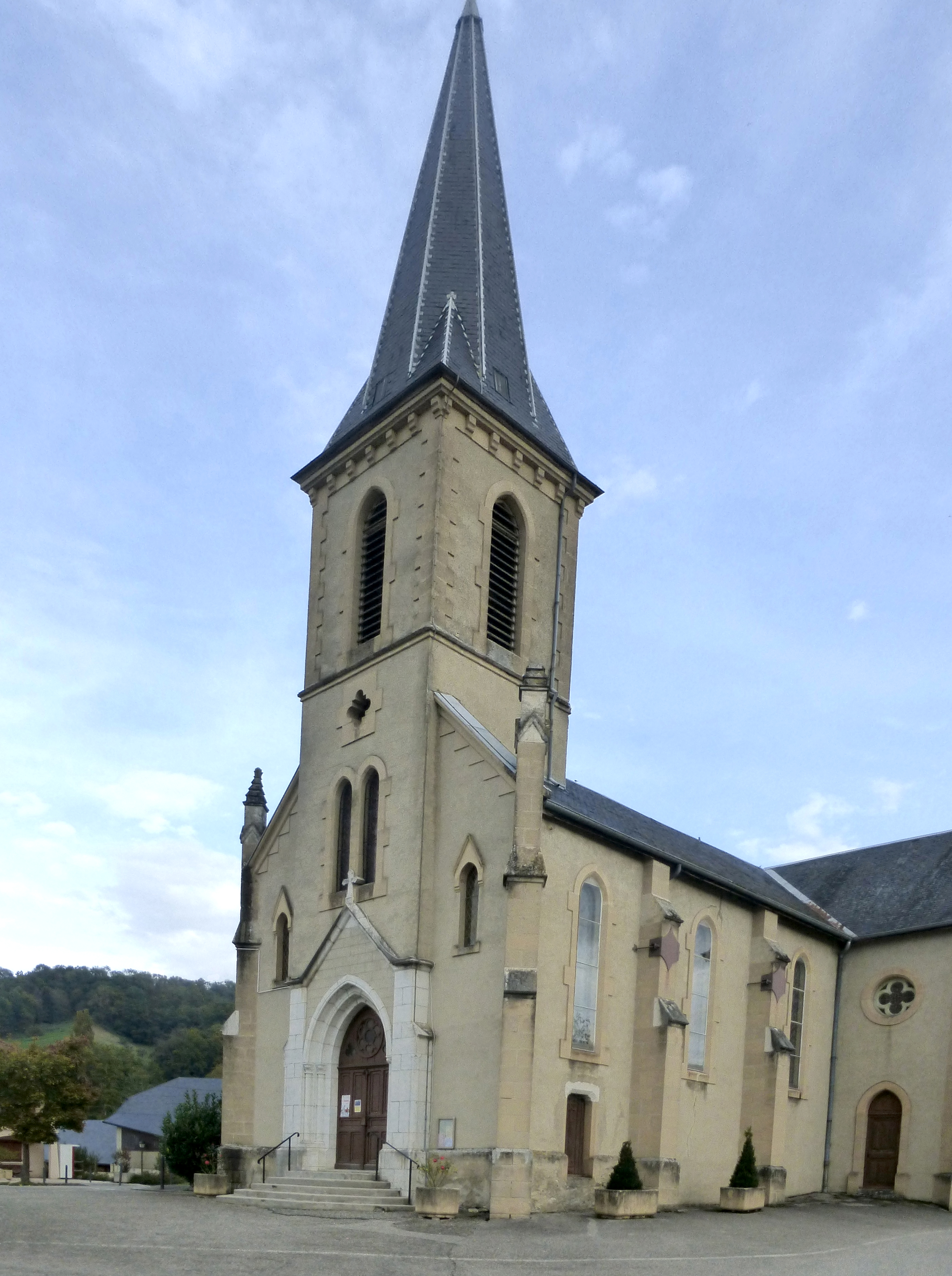
Église de Boussy.
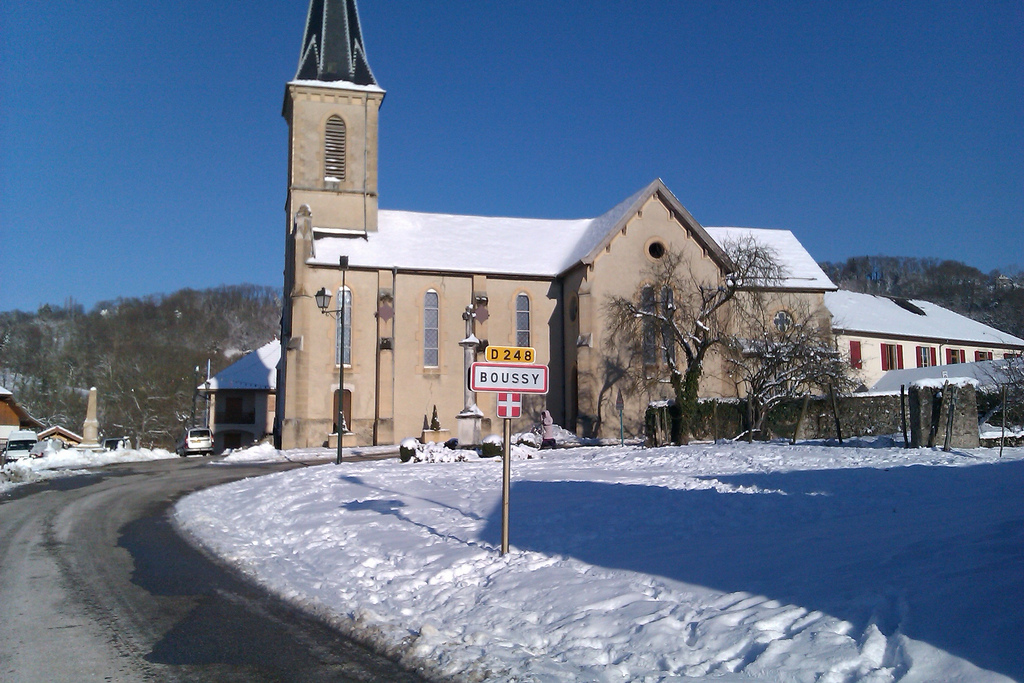
Église de Boussy sous la neige.
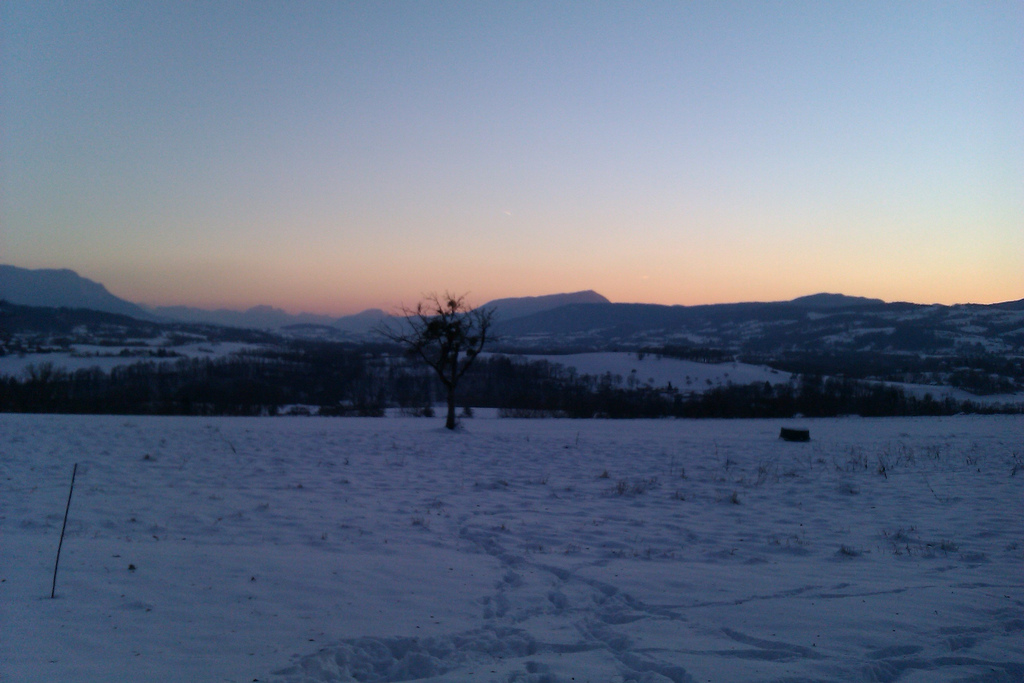
Boussy au crépuscule (depuis Vers-les-Bois).
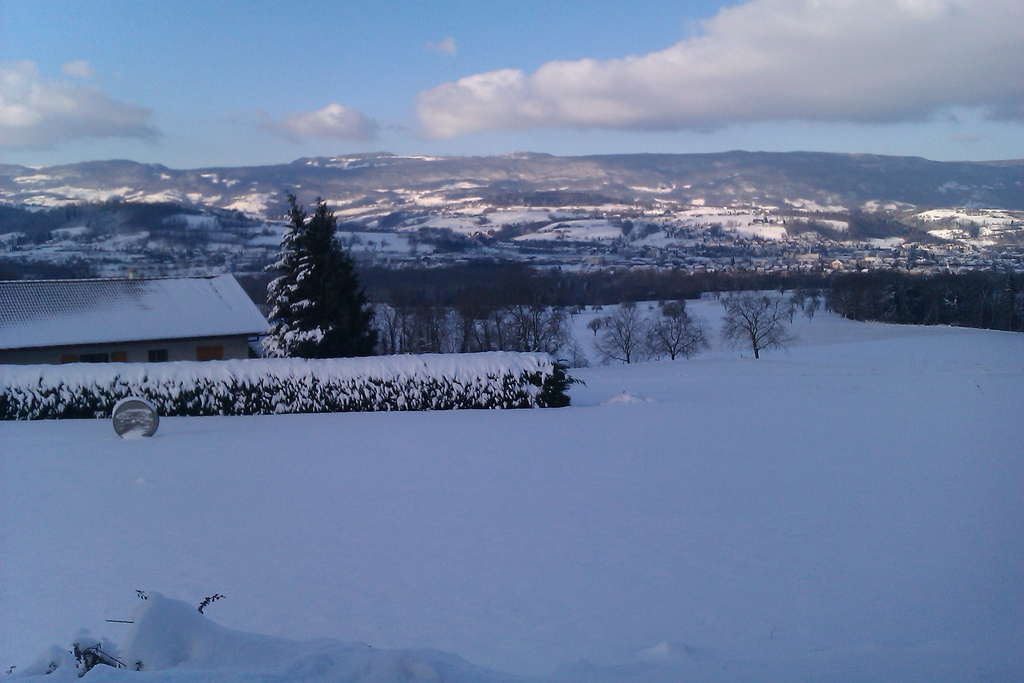
Vue de Rumilly depuis le chef-lieu de Boussy.